# Глиненка (остановочный пункт)
Глиненка (укр. Глинянка) — пассажирский железнодорожный остановочный пункт Киевской дирекции Юго-Западной железной дороги на линии Чернигов — Новобелицкая, расположенный между пгт Репки и селом Глиненка (Черниговская область, Украина). Название станции из-за села Глиненка, расположенного северо-восточнее. На топографической карте M-36-003 остановочный пункт обозначена непосредственно восточнее пгт Репки. 

## История
Остановочный пункт был открыт в 1930 году на действующей ж/д линии Чернигов—Новобелицкая. 

## Общие сведения
Остановочный пункт представлен одной боковой платформой. Имеет 1 путь. Нет здания вокзала. 

## Пассажирское сообщение
Ежедневно станция принимает две пары пригородных поездов сообщения Чернигов—Горностаевка.